# 1199 Geldonia
Az 1199 Geldonia (ideiglenes jelöléssel 1931 RF) a Naprendszer kisbolygóövében található aszteroida. Eugène Joseph Delporte fedezte fel 1931. szeptember 14-én.